# Candelífera
En la mitología romana, Candelífera era una diosa relacionada al nacimiento y al parto. Su nombre significa «la que lleva a luz», porque se cuenta que en el momento del parto ella prendía una vela en su palacio en el cielo. Era costumbre que durante el alumbramiento se encendiera una candela votiva para que la diosa fuera favorable.
Candelífera pertenece a un grupo de deidades que protegen los nacimientos y la infancia, llamados Dei Natalitii.